# Седов, Юрий Владимирович
Юрий Владимирович Седов (5 августа 1927 — 16 октября 1999) — передовик советского машиностроения, Токарь Пензенского машиностроительного завода Министерства машиностроения для лёгкой и пищевой промышленности и бытовых приборов СССР, Герой Социалистического Труда (1971).

## Биография
Родился в 1927 году в Пензе. Член ВКП(б) с 1952 года.
В 1941 году поступил учиться в ремесленное училище города Пензы. С 1943 года — на хозяйственной, общественной и политической работе. В 1943—1993 гг. — токарь, мастер производственного обучения Пензенского машиностроительного завода Министерства машиностроения для лёгкой и пищевой промышленности и бытовых приборов СССР, стахановец, гвардеец тыла, отличник социалистического соревнования, наставник молодёжи.
Указом Президиума Верховного Совета СССР от 20 апреля 1971 года за особые заслуги и высокие производственные достижения в машиностроение Юрию Владимировичу Седову было присвоено звание Героя Социалистического Труда с вручением ордена Ленина и медали «Серп и Молот».
Избирался депутатом Верховного Совета РСФСР 4-го и 5-го созывов.
Умер в 1999 году. Похоронен на Аллее Славы Новозападного кладбища в городе Пензе. 

## Награды
За трудовые успехи была удостоена:
- золотая звезда «Серп и Молот» (20.04.1971)
- Два ордена Ленина (06.12.1957, 20.04.1971)
- Орден Трудового Красного Знамени (20.08.1980)
- Орден Знак Почёта (04.07.1966)
- Медаль "За трудовую доблесть" (26.04.1963)
- Медаль "За трудовое отличие" (1951)
- другие медали.